# الانتخابات التشريعية التونسية 1986
الانتخابات التشريعية التونسية 1989 هي انتخابات تشريعية نظمت في تونس في 2 نوفمبر 1986. هي الانتخابات السابعة من نوعها. تعتبر هذه الانتخابات مزورة ومزيفة.

فاز تحالف الاتحاد الوطني المتكون من الحزب الاشتراكي الدستوري ونقابة الاتحاد العام التونسي للشغل بالانتخابات.

## النتائج
|                          | العدد     | % من المسجلين | % من الناخبين |
| ------------------------ | --------- | ------------- | ------------- |
| المسجلين                 | 482 622 2 | 100%          |               |
| الناخبين                 | 093 175 2 | 82.9%         | 100%          |
| الأصوات الصحيحة للقائمات | 057 165 2 |               | 99.54%        |
| الأوراق البيضاء والملغاة | 036 10    |               | 0.46%         |
| الامتناع عن التصويت      | 389 447   | 17.1%         |               |

| الأحزاب                           | الأحزاب                                                                | الأصوات   | % من الأصوات الصحيحة | المقاعد |
| --------------------------------- | ---------------------------------------------------------------------- | --------- | -------------------- | ------- |
|                                   | الوحدة الوطنية (الحزب الاشتراكي الدستوري والاتحاد العام التونسي للشغل) | -         | -                    | 125     |
|                                   | مستقلين                                                                | -         | -                    | 0       |
| الأصوات الصحيحة                   | الأصوات الصحيحة                                                        | 057 165 2 | 99.54%               | 125     |
| الأوراق البيضاء والملغاة          | الأوراق البيضاء والملغاة                                               | 036 10    | 0.46%                |         |
| مجموع الأصوات                     | مجموع الأصوات                                                          | 093 175 2 | 100%                 |         |
| المصدر: الاتحاد البرلماني الدولي. |                                                                        |           |                      |         |

## مقالات ذات صلة
الحبيب بورقيبة